# Алекси Іванов
Алексі Іванов (лат. Алекси Иванов Василев; справжнє ім'я болг. Алексе Йон Бъдъръу; нар. 22 жовтня 1922, Хаджіларі — пом. 9 червня 1997, Софія — болгарський політик Болгарське — румунського походження, родом з Північна Добруджа входить до складу Румунії .Міністр сільського і лісового господарства Народна Республіка Болгарія в березні 1986 року по грудень 1988 року, секретар Постійного комітету Болгарської Аграрного Народного Союзу в грудні 1976 — грудні 1989 і заступник прем'єр-міністра Народна Республіка Болгарія в грудні 1986-серпень 1987.

## Біографія
Народився 22 жовтня 1922 в Хаджіларі .Його батько румуно-болгарського походження, а його мати була чисто болгарське походження. В 1940 році У 1940 році Алексі Іванов переїхав зі своєю родиною з північної Добруджі повернулася до Болгарії в південній частині Добруджі. У 1943—1945 роках у військовій службі в болгарській армії 9 вересня 1944 року як солдат бере участь у встановленні влади Вітчизняного фронту. Він брав участь як солдат у Першій болгарської армії у Вітчизняній війні 1944—1945 Болгарії на фронт в Югославії, Угорщині та Австрії разом з Третім Українським фронтом Збройних Сил СРСР. Міністр сільського і лісового господарства Народна Республіка Болгарія в 24 березні 1986 року по 19 грудень 1988 року, секретар Постійного комітету Болгарської Аграрного Народного Союзу в 1 грудні 1976 — 2 грудні 1989 і заступник прем'єр-міністра Народна Республіка Болгарія в 25 грудні 1986- 19 серпень 1987. Член парламенту 1958—1990 . Дружина — Іванка Іванова (1921-2008) в шлюбі має двох нащадків, один з яких його син  — Іван Іванов (1948), член Комуністичної партії, працював дипломатом — комерційним і сільськогосподарським аташе в посольстві Франції (1982-1987) та Італії (1987-1988) і секретарем міжурядової комісії з Бельгії, Нідерландів і Люксембурга (1988-1990) та головним спеціалістом Міністерства зовнішньої торгівлі і Міністерства зовнішньоекономічних зв'язків 1978 в 1982 і з 1988 по 1991.Інший нащадок — його внук — Алексі Іванов (1982) — історик.

## Медійні статті
У 2007 з нагоди 85-ї річниці народження та 10 років з дня смерті свого діда Алексі Іванов-молодший опублікував дві статті в болгарських газетах «Земля» і «Болгарська армія».